# Michel Joseph Napoléon Liénard
Pour les articles homonymes, voir Liénard.
Michel Joseph Napoléon Liénard, né le 17 septembre 1810 à La Bouille et mort le 29 décembre 1870 à Bruxelles, est un sculpteur ornemaniste et dessinateur français.

## Biographie
Élève de l'École royale gratuite de mathématiques et de dessin de Paris, Michel Joseph Napoléon Liénard est actif de la fin des années 1830 au milieu des années 1860, particulièrement en région parisienne. Il prend une place importante dans le monde des arts décoratifs de la Monarchie de Juillet et du Second Empire, en participant notamment à l'épanouissement de la tendance néo-gothique, à la naissance du style néo-Renaissance, et à l'élaboration du style Second Empire. 
Il expose, directement ou indirectement, lors de chaque grande exposition entre 1839 et 1867.

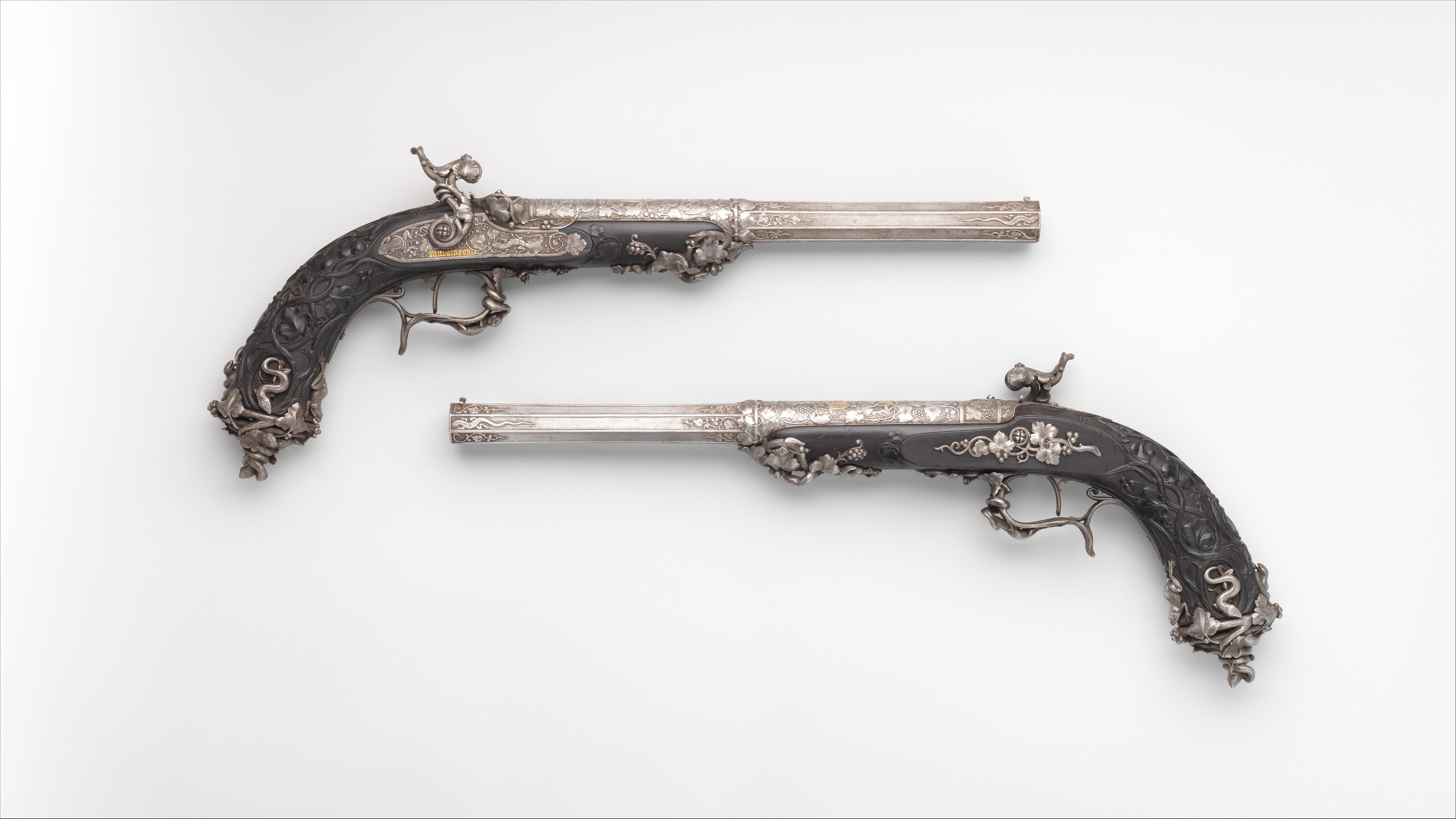
Paire de pistolet (1851), New York, Metropolitan Museum of Art.
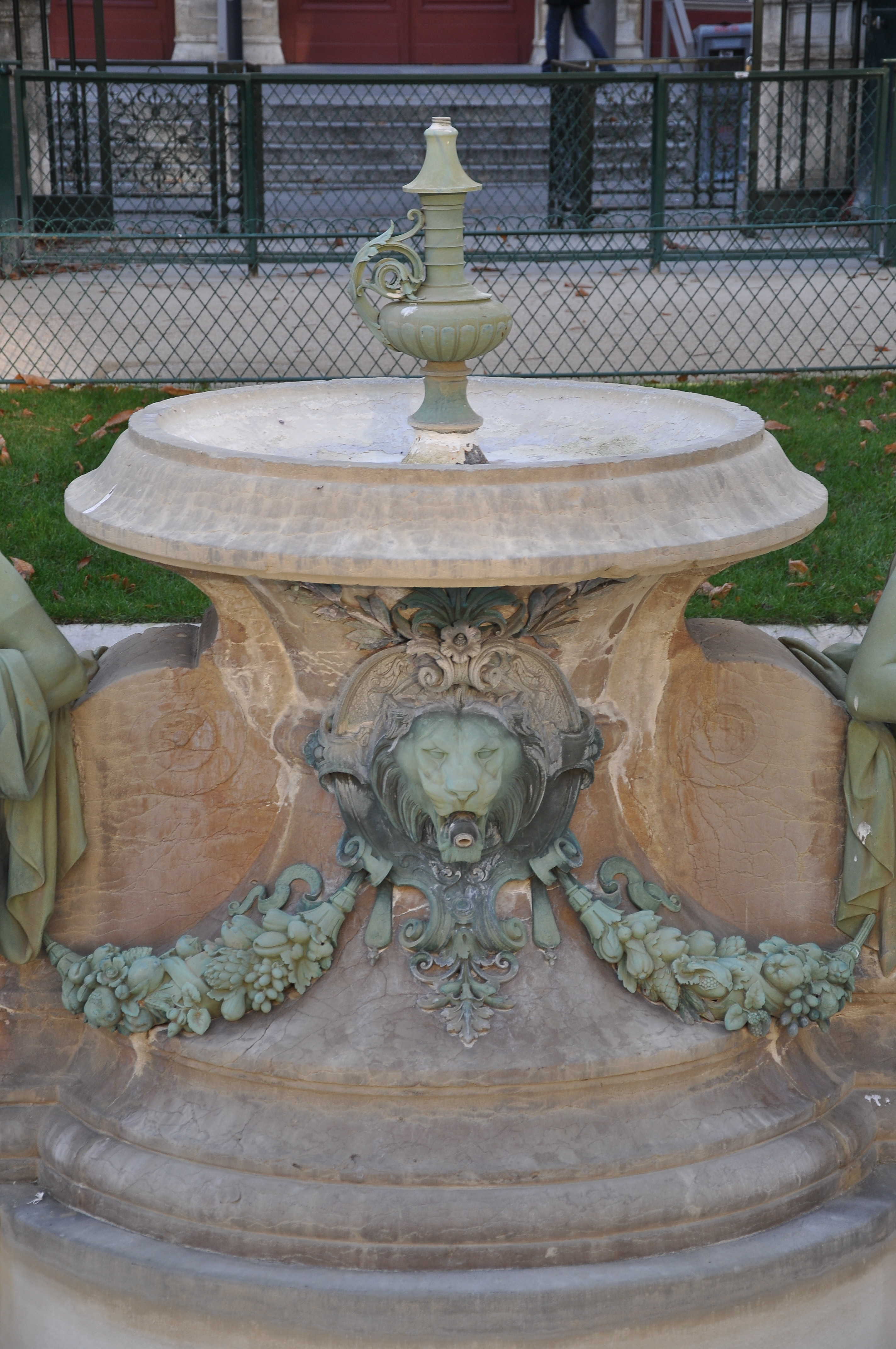
Guirlande et mascaron à tête de lion, détail de la fontaine des arts et métiers (1860), Paris, square Émile-Chautemps.
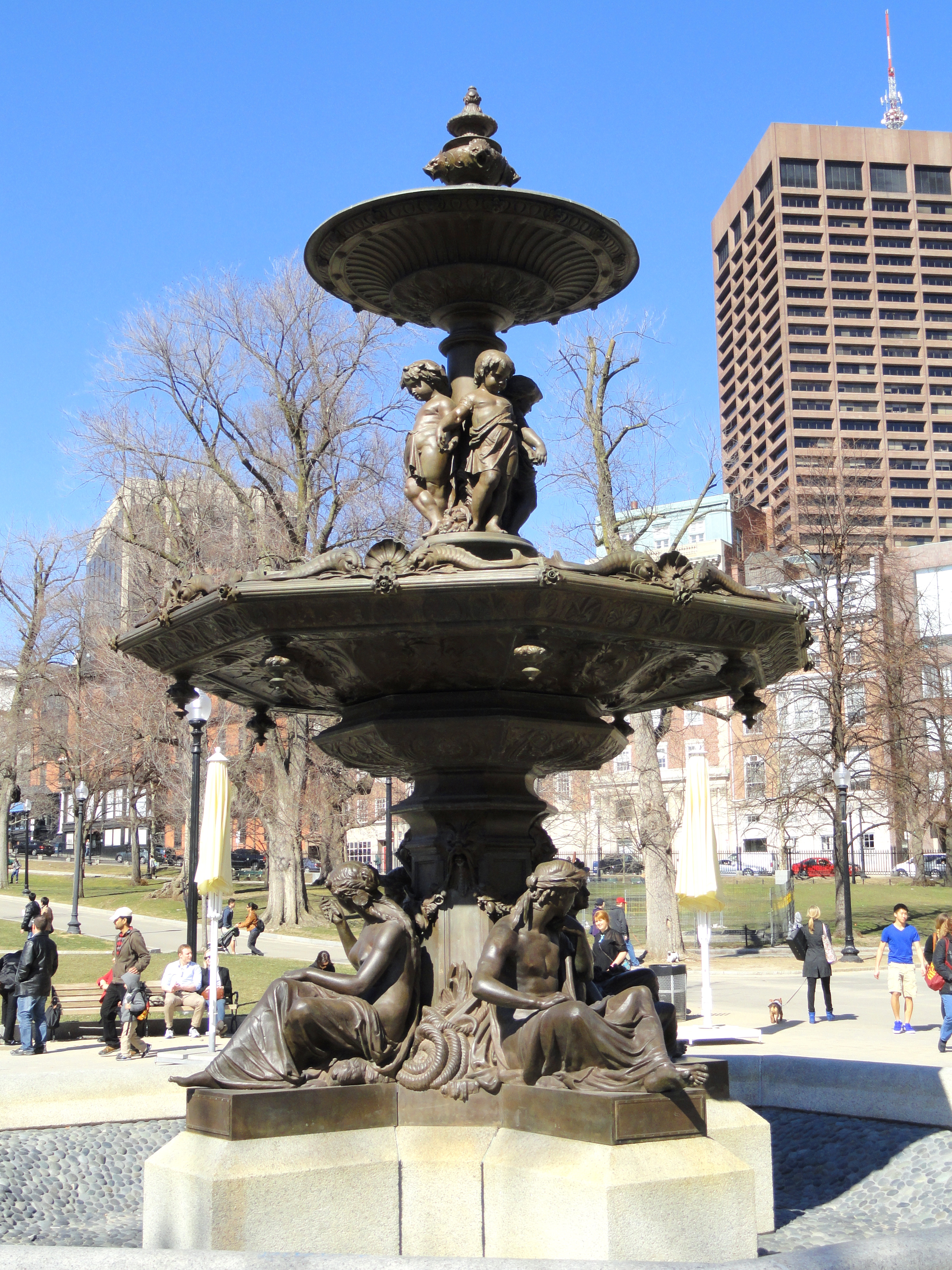
Fontaine Brewer (1868), Boston.
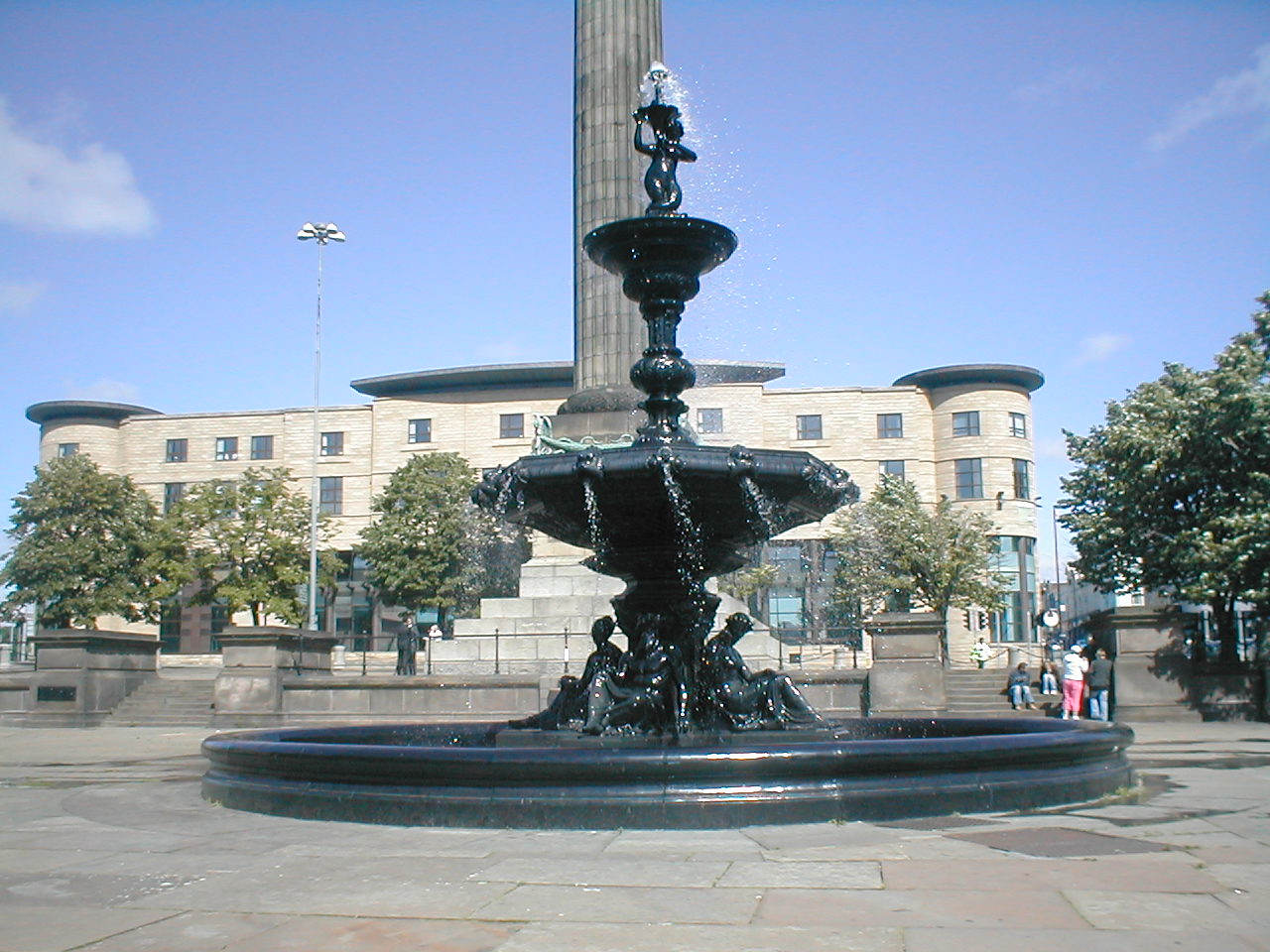
Fontaine Steeble (en) (1879), Liverpool.

## Œuvres
- Sculpture intérieure et extérieure de la chapelle royale de Dreux (1839-1845).
- Fontaine des arts et métiers, Paris.
- Fontaine monumentale présentée à l'Exposition universelle de 1855, sculptures de Mathurin Moreau, agencement et ornements de Joseph Liénard. Éditée en fonte ou en bronze, des exemplaires, avec variantes, ont été diffusés à travers le monde[2] :
  - Fontaine de Tourny, 1857, provenant des allées de Tourny à Bordeaux, aujourd'hui à Québec ;
  - Fontaine Brewer, 1868, bronze, Québec, Boston[2] ;
  - Fontaine Steeble (en), 1879, Liverpool ;
  - Fontaine monumentale, place Georges-Clémenceau, Soulac-sur-Mer[3]
- Porte du passage Jouffroy sur le boulevard Montmartre, avec François-Hippolyte Destailleur (1849).
- Ornements sculptés pour le château (disparu) de Mouchy le Châtel, en collaboration avec l'architecte Hippolyte Destailleur [4]